# Salzburger AK 1914
Salzburger Athletiksport-Klub 1914 is een Oostenrijkse sportclub uit Salzburg. Er zijn verschillende afdelingen: voetbal, schermen, kunstschaatsen, fitness en rolschaatsen. De inmiddels opgeheven handbal-sectie werd in 1971 Oostenrijks landskampioen bij de mannen.

## Geschiedenis
SAK 1914, zoals de fans de club noemen, werd op 24 juni 1914 opgericht en is daarmee de oudste club uit de deelstaat Salzburg. De clubkleuren waren aanvankelijk rood-wit. In 1919 werden de clubkleuren veranderd in blauw-geel.
In 1921/22 nam de club deel aan het allereerste kampioenschap van Salzburg en werd men vicekampioen. Van 1924 tot 1938 veroverde de club vijftien opeenvolgende jaren de titel. Tot 1949 toen ook de clubs uit Salzurg mochten deelnemen aan het Oostenrijkse kampioenschap, was de titel de hoogste eer voor een club uit Salzburg. SAK 1914 werd al 30 keer kampioen en is daarmee recordhouder. Tegenwoordig is de Landesliga wel nog maar het vierde hoogste niveau.

## Finales amateurkampioenschap
De beste tijd voor de Tweede Wereldoorlog was in de jaren 30 toen de club zes keer de beker van Salzburg won en ook tot 1938 elk jaar de titel. De club nam zo ook deel aan het amateurkampioenschap en bereikte in 1914 voor het eerst de finale tegen SK Sturm Graz, de kampioen van Stiermarken, Sturm won met 1-2 en 0-2. Een jaar later werd opnieuw de finale bereikt. Dit keer was Badener AC uit Neder-Oostenrijk te sterk; de thuiswedstrijd werd wel met 4-1 gewonnen maar in de terugwedstrijd werd met 3-0 verloren, waarna de scheidsrechter verlengingen liet spelen, SAK scoorde zodat het 1-3 werd en kampioen werd. Badener AC protesteerde echter omdat verlengingen volgens de regels niet voorzien waren. Er volgende nog een derde beslissende wedstrijd die Badener AC met 3-2 won. In 1937 bereikte SAK opnieuw de finale, dit keer tegen Post SV Wien dat ondanks het feit dat ze in de hoogste klasse speelden toch mocht deelnemen. Post won met 4-0, 2-2.
Vele spelers werden in die tijd geselecteerd voor het amateur nationaal elftal. De bekendste onder hen waren Edi Kainberger, Karl Kainberger en Adolf Laudon. Zij behoorden ook tot de ploeg die op de Olympische Spelen van 1936 de zilveren medaille mee naar huis namen. In 1967 leverde SAK nog één speler (Langgruber) voor het amateurelftal dat toen het EK won.

## Tussen amateur- en profvoetbal
Vanaf de jaren veertig kreeg de club zware concurrentie van de fusieclub SV Austria Salzburg en SK Bischofshofen moest SAK de rol van topclub lossen. Toch was de club in 1952 de eerste club uit de deelstaat Salzburg die in de hoogste voetbalklasse kon spelen, de toenmalige Staatsliga A. De concurrentie van de grote clubs uit Wenen, Linz en Graz was echter te veel voor de club en in 26 wedstrijden kon de club slechts één keer winnen en twee keer gelijk spelen. Het volgende optreden in de hoogste klasse kwam er in 1961/62. Het puntenaantal werd dat seizoen verdubbeld ten opzichte van het eerste maar acht punten volstonden nog niet om de club van de laatste plaats weg te houden. In dat seizoen werd wel de kwartfinale van de ÖFB-Cup bereikt; SAK schakelde Wiener AC uit maar verloor uiteindelijk van Linzer ASK. In 1964 degradeerde de club verder naar de derde klasse.
Als kampioen van derde klasse promoveerde de club in 1975 terug naar de tweede klasse en kon daar twee seizoenen standhouden. De volgende terugkeer kwam er in 1980. Na enkele seizoenen in de middenmoot werd SAK verrassend kampioen in 1985 en promoveerde voor de derde maal naar de hoogste klasse. In de beker werd opnieuw voor furore gezorgd door WSG Wattens en FC Admira/Wacker uit te schakelen, in de kwartfinale was Austria Wien echter te sterk. Met slechts zeven punten en geen enkele overwinning werd de club laatste na het herfstseizoen. Na de winterstop werd de club ingedeeld in de midden Play-off met acht teams (waarvan vier tweede klassers). De beste vier mochten in de eerste klasse blijven of naar de eerste klasse promoveren maar SAK werd ook hier laatste.

## Degradatie en anonimiteit
In 1988 nam de club voorgoed afscheid van het profvoetbal door te degraderen naar de derde klasse. Intussen was ook USV Salzburg (later FC Salzburg) een grote clubs en verdrong SAK van de tweede plaats in Salzburg waardoor de club in de anonimiteit belandde.
SAK speelde in totaal drie seizoenen in de hoogste klasse en negen seizoenen in de professionele tweede klasse. De club speelde ook jarenlang op amateurbasis in de tweede klasse (Regionalliga, Alpenliga) die in 1975 door de 2. Division vervangen werd. Vanaf de jaren negentig volgde de sportieve ondergang tot de vijfde klasse. De club klom terug naar de derde klasse en was de laatste jaren een liftploeg tussen de derde en vierde klasse.

## Erelijst
- Oostenrijks amateurkampioen

Vicekampioen: 1934, 1935, 1937
- Kampioen Salzburg

1924, 1925, 1926, 1927, 1928, 1929, 1930, 1931, 1932, 1933, 1934, 1935, 1936, 1937, 1938, 1942, 1946, 1947, 1952, 1960, 1961, 1963, 1972, 1979, 1980, 1991, 1998
- Beker van Salzburg

Winnaar:1929, 1930, 1931, 1932, 1933, 1934
Finalist:1937, 1947, 1948
- Kampioen Oberösterreich-Salzburg

1934, 1935

## Speelreeksen
| 1922-1933 | 1. Klasse Salzburg (Regionaal)           |
| 1934-1935 | Liga Oberösterreich-Salzburg (Regionaal) |
| 1936-1938 | 1. Klasse Salzburg (Regionaal)           |
| 1939      | Bezirksklasse West (2)                   |
| 1940-1943 | 1. Klasse Salzburg (2)                   |
| 1944      | Liga Oberdonau-Salzburg (2)              |
| 1946-1949 | 1. Klasse Salzburg (Regionaal)           |
| 1950-1952 | Tauernliga (2)                           |
| 1953      | Staatsliga A (1)                         |
| 1954-1955 | Tauernliga (2)                           |
| 1956-1960 | Tauernliga Nord (2)                      |
| 1961      | Regionalliga West(2)                     |
| 1962      | Staatsliga A (1)                         |
| 1963-1964 | Regionalliga West (2)                    |
| 1965-1966 | Landesliga (3)                           |
| 1967-1974 | Regionalliga West (2)                    |
| 1975      | Salzburger Liga (3)                      |
| 1976-1977 | Bundesliga 2.Division                    |
| 1978-1980 | Alpenliga (3)                            |
| 1981-1985 | Bundesliga 2.Division                    |
| 1986      | Bundesliga 1.Division                    |
| 1987-1988 | Bundesliga 2.Division                    |
| 1989-1991 | Regionalliga West (3)                    |
| 1992      | Salzburger Liga (4)                      |
| 1994-1995 | 1. Landesliga (5)                        |
| 1996      | Salzburger Liga (4)                      |
| 1997-2004 | Regionalliga West (3)                    |
| 2005      | 1. Landesliga (4)                        |
| 2006      | Regionalliga West (3)                    |
| 2007      | 1. Landesliga (4)                        |

Het cijfer tussen haakjes geeft het niveau van de speelklasse aan. Regionale kampioenschappen voor eind jaren dertig waren afzonderlijke kampioenschappen van het toenmalige Oostenrijkse en dus in principe speelde de club in die tijd op het hoogste niveau mogelijk voor de club.